# Людовик I (король Этрурии)
Луи́джи Бурбо́н-Па́рмский (итал. Luigi di Borbone-Parma), или Людо́вик Франци́ск Филибе́рт Бурбо́н-Па́рмский (итал. Ludovico Francesco Filiberto di Borbone-Parma; 5 июля 1773, Колорно, Пармское герцогство — 27 мая 1803, Флоренция, Королевство Этрурия) — представитель Пармской ветви дома Бурбонов, 1-й король Этрурии с 1801 по 1803 год под именем Людо́вика I (итал. Ludovico I). Наследный принц Пармы, Пьяченцы и Гвасталлы. Инфант Испании.
По договору в Аранхуэсе (1801), после аннексии Французской республикой герцогства Пармы, Пьяченцы и Гвасталлы, получил во владение королевство Этрурию, которое было основано для него на территории упразднённого великого герцогства Тосканы. Правил под контролем Парижа и Мадрида. Попытки легитимировать статус монарха у новых подданных успеха не имели. Реформировал систему образования. Поощрял занятия благотворительностью. Незадолго до смерти ввёл антилиберальный свод законов под названием «Субботнего кодекса».

## Биография

### Семья и ранние годы
Луиджи Бурбон-Пармский родился в Колорно, пригороде Пармы, 5 июля 1773 года. С самого рождения он носил титулы наследного принца Пармы и Пьяченцы и инфанта Испании. Луиджи был вторым ребёнком и первым сыном в семье Фердинанда I, герцога Пармы, Пьяченцы и Гвасталлы и Марии Амалии Австрийской, эрцгерцогини из дома Габсбургов. По отцовской линии он приходился внуком пармскому герцогу Филиппу I, основателю Пармской ветви дома Бурбонов, и Марии Луизе Французской. По материнской линии был внуком Франца I Стефана, императора Священной Римской империи и Марии Терезии, королевы Венгрии и королевы Чехии.
По случаю рождения Луиджи при дворе в Парме трое суток шли торжества. В главном соборе города провели благодарственную службу. Во всех владениях его отца была объявлена амнистия. Испанский король Карлос III, которому новорожденный приходился внучатым племянником, прислал ему Орден Золотого руна. Французский король Людовик XV также прислал своему правнуку подарки. Бабка наследного принца, императрица Мария Терезия, до этого в течение двух лет не общавшаяся с его матерью, поздравила дочь и возобновила общение.
Из-за травмы, полученной в детстве, у Луиджи развилась эпилепсия. До конца жизни у него случались припадки, последний из которых оказался смертельным. Образование наследного принца было поручено священнику-капуцину Адеодато Турки, который в апреле 1776 года был назначен его гувернёром. Учителями Луиджи были также директор герцогской библиотеки священник-театинец Паоло Мария Пачауди и экономист монах-камальдул Джаммария Ортес. В ноябре 1779 года, как того требовал этикет, придворных дам, занимавшихся до этого воспитанием наследного принца, сменили придворные кавалеры. Луиджи получил собственный двор. Его обязанностью было несколько раз в неделю присутствовать в общественных местах в сопровождении личной охраны, без которой наследному принцу запрещалось покидать свои покои.
В четыре года Луиджи научился читать. В этом возрасте он демонстрировал способности к изучению географии и геометрии. Ему легко давались иностранные языки, в том числе древнегреческий, нравились изобразительное искусство и музыка. Особенной страстью Луиджи были естественные науки, прежде всего химия, минералогия, ботаника и орнитология. Для него в Колорно был создан кабинет естественной истории и разбит небольшой ботанический сад. И чем образованнее становился Луиджи, тем сильнее его тяготили феодальные порядки, принятые при дворе. Он не видел смысла в своём образовании, потому, что не мог ничего изменить. В сентябре 1793 года обучение наследного принца было завершено и встал вопрос о его браке.

### Брак и потомство

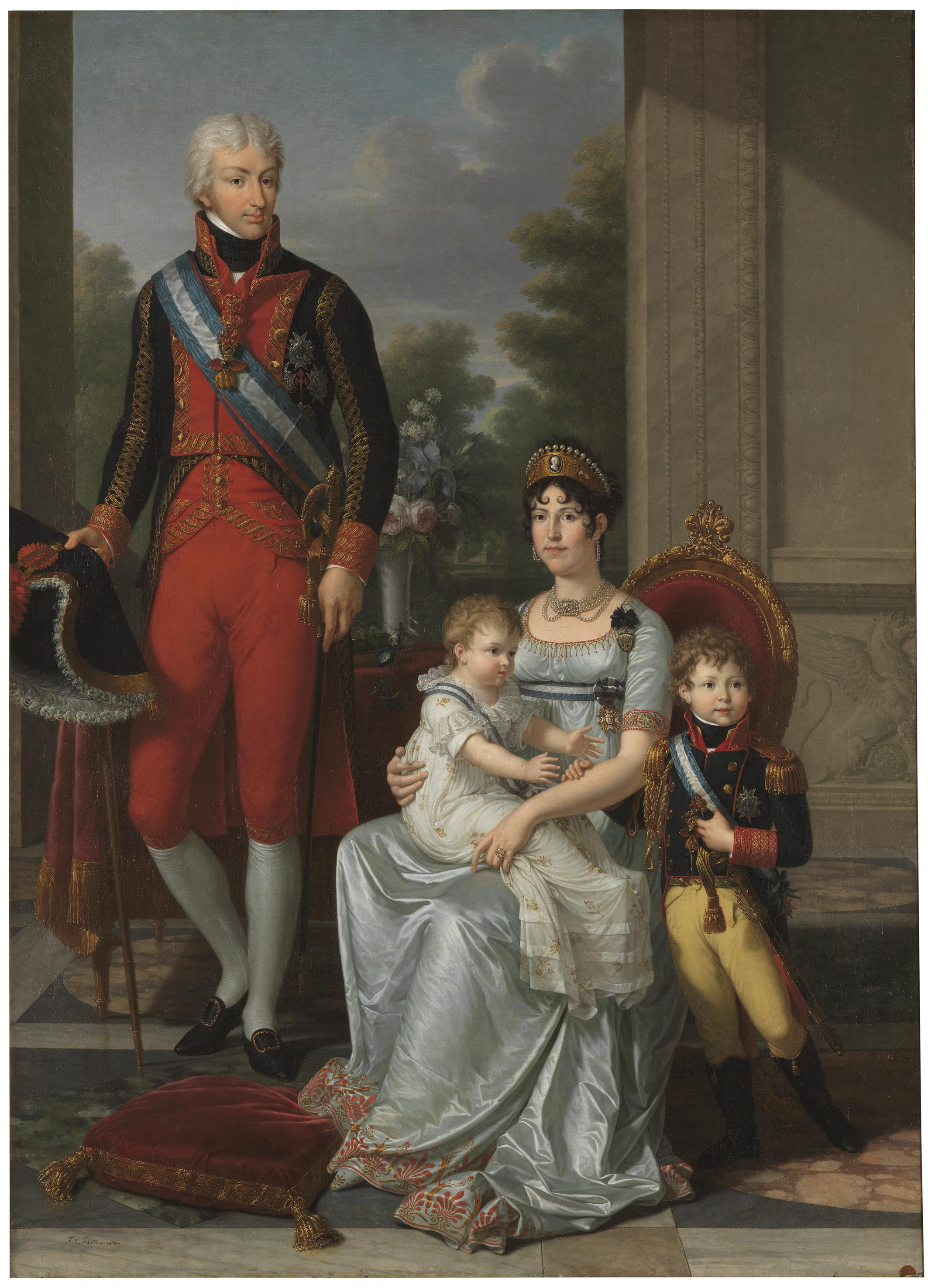
Семейный портрет (1804) кисти Фабра. Прадо, Мадрид

24 апреля 1794 года Луиджи отбыл со своим двором из Пармы в Мадрид. Отец наследного принца договорился о браке сына с одной из двух дочерей испанского короля. Обе инфанты, Мария Амалия и Мария Луиза, приходились кузинами потенциальному жениху. Выбор Луиджи пал на двенадцатилетнюю темноволосую и невысокую Марию Луизу, которая не имела хорошего образования, но отличалась сильным характером. Церемония бракосочетания состоялась в Мадриде 25 августа 1795 года, после которой тесть Луиджи присвоил ему титул инфанта Испании. Молодые супруги жили при дворе в Мадриде до 1801 года. В Испании у них родились сын и, позднее, дочь:
- Карло Луиджи Бурбон-Пармский (22.12.1799 — 16.4.1883), 2-й король Этрурии с 1803 по 1807 год под именем Людовика II, герцог Лукки с 1815 по 1847 год под именем Карла I, герцог Пармы и Пьяченцы с 1847 по 1849 год под именем Карла II, 5 сентября 1820 года сочетался браком с принцессой Марией Терезой Савойской (19.9.1803—16.7.1879);
- Мария Луиза Карлотта Бурбон-Пармская (2.10.1802—18.3.1857), принцесса Пармская и Пьяченцская, 15 ноября 1825 года сочеталась браком с наследным принцем Максимилианом Саксонским (13.4.1759—3.1.1838)[3][4][5].

Несмотря на то, что обязанности при дворе тестя отнимали у Луиджи много времени, в Мадриде он также продолжил активно интересоваться наукой. Наследный принц  общался с известными ботаниками Касимиро Гомес де Ортегой и Антонио Хосе Каванильесом. С их помощью Луиджи пополнил коллекцию ботанического сада и музея естественной истории в Парме. Доклады, написанные наследным принцем в это время, читались на научных конференциях, но без раскрытия имени их автора. Несмотря на это, герцогиня д’Арбантес в своих мемуарах описала его, как человека «поразительно глупого».

### Король Этрурии
Тем временем, французская армия оккупировала герцогства Пармы и Пьяченцы. По Сан-Ильдефонскому договору от 1800 года Испания согласилась с аннексией пармского герцогства со стороны Франции при условии, что для тестя испанского короля, наследного принца Пармы и Пьяченцы, на территории Великого герцогства Тосканы и области Президий будет создано королевство. Вдобавок Испания соглашалась передать Франции несколько военных кораблей и территорию Луизианы. По договору в Люневилле от 1801 года Фердинанд III, великий герцог Тосканы утратил свои владения, которые были переданы Фердинанду I, герцогу Пармы и Пьяченцы. Последний не согласился с обменом и отказался признать аннексию своих владений. По договору в Аранхуэсе от 21 марта 1801 года между Испанией и Францией было создано новое королевство Этрурия, во главе которого под именем Людовика I был поставлен Луиджи Бурбон-Пармский. 21 апреля того же года с титулом графа и графини Ливорно он и его супруга прибыли в Париж. По прибытии оба супруга внезапно заболели.
По пути из Парижа во Флоренцию они посетили Парму, откуда 12 августа торжественно въехали в столицу своего королевства. Во Флоренции их встретили французские гарнизоны под командованием Иоахима Мюрата. Местное население относилось к новому монарху с недоверием. Некоторые представители аристократии отказались от службы при дворе. Людовик I не оставлял попыток наладить отношения со своими подданными и назначал на важные посты местных аристократов. Первые государственные акты короля были направлены на реформирование системы образования с целью её улучшения. Он также поощрял у подданных занятия благотворительностью. Тем не менее, многотысячные протесты против присутствия на тосканской территории французской армии продолжались всё время правления Людовика I и приносили казне большие убытки. Несмотря на тяжёлое финансовое положение, при дворе во Флоренции был введён дорогостоящий церемониал, такой же, какой действовал в то время при дворе в Мадриде. Это также способствовало росту недовольства среди местного населения.
Вскоре состояние здоровья Людовика I сильно ухудшилось, чем воспользовались правительства Франции, Испании и Святого Престола. Папскому нунцию удалось убедить больного короля отменить действовавший в королевстве Леопольдовский кодекс, ограничивавший вмешательство церкви в светскую жизнь. В Великую субботу, 17 апреля 1802 года Людовик I подписал новый свод законов, получивший название Субботнего кодекса. Этот акт короля окончательно настроил против династии местное население.
Измученный болезнью, по требованию родственников, Людовик I был вынужден отправиться в поездку в Испанию, чтобы присутствовать на торжествах по случаю свадеб между ветвями Испанских и Неаполитанских Бурбонов. 28 сентября 1802 года, вместе с беременной супругой, он выехал из Ливорно. Во время этой поездки у берегов Барселоны у него родилась дочь. В Испании Людовик I узнал о смерти отца. 13 января 1803 года супруги вернулись во Флоренцию. Вскоре после возвращения у короля усилились приступы эпилепсии и лихорадки. Людовик I  умер во Флоренции 27 мая 1803 года. Его останки были погребены в базилике Святого Лаврентия во Флоренции, откуда затем их перенесли в усыпальницу при дворце Эскориал близ Мадрида.

## В культуре
На «Портрете семьи Карла IV» кисти Франсиско Гойи, написанной в 1800—1801 годах, будущий король Этрурии, вместе с женой и сыном у неё на руках, изображён за спиной своего тестя, короля Испании. Портрет принца кисти того же художника, написанный в 1800 году, также хранится в музее Прадо в Мадриде. В 1803 году на смерть Людовика I придворный композитор Филиппо Герардески сочинил «Реквием».